# Cephalodella licina
Cephalodella licina is een raderdiertjessoort uit de familie Notommatidae. De wetenschappelijke naam van deze soort is voor het eerst geldig gepubliceerd in 1961 door Wulfert.